# 雲揚 (砲艦)
雲揚（うんよう）は、日本海軍の軍艦。元長州藩の砲艦で江華島事件のきっかけとなった艦。艦名の意味は「雲の高く揚がるように勢い盛んな様」。
「鳳翔」と同じく長州藩がイギリスから購入した小型砲艦。「鳳翔」の排水量300トン強に対し、本艦は排水量245トンで同じ大きさの木造汽船だった。日本海軍では佐賀の乱に出動、江華島事件に関与など。1876年10月31日に事故で失われた。

## 艦歴
※月・日付は明治5年までは旧暦で表記する。

### 長州藩時
明治3年1月(1870年2月)に購入され、「雲揚丸」と命名された。価格は8万ドル。翌明治4年5月18日(1871年7月4日)に明治政府に献納され、6月8日(新暦7月25日)に領収された。それにより兵部省所管となり、「雲揚（艦）」と命名された。
『帝国海軍機関史』によると、慶応2年(1866年)に長州藩がイギリスに注文し、(1868年)製造、明治2年(1869年)に長崎で長州藩が受領し、明治4年5月(1871年6月から7月)に献納された。
『公文類纂』によると、明治4年2月29日(1871年4月18日)に山口藩から「雲揚丸」と「鳳翔丸」の献納の申し出があり、「鳳翔丸」は6月8日(新暦7月25日)に受領、「雲揚丸」は献納申し出の後に損傷したため修理後の献納になった。10月29日(新暦12月11日)、「雲揚丸」は品海に到着、11月29日（1872年1月9日）領収された。
『海軍省報告書』では5月18日(1871年7月5日)に「鳳翔」「雲揚」共に山口藩から献納されたとしている。

### 日本海軍
明治4年11月15日(1871年12月26日)、六等艦に定められた。
明治5年2月5日(1872年3月13日)、中艦隊に編入された。5月10日（6月15日）、「雲揚」は西海巡幸の警護艦を命ぜられ、5月23日（6月28日）に品川を出港、7月11日（8月14日）に「鳳翔」「雲揚」「孟春」は品川に帰着した。9月4日（10月6日）、品川から横浜港に回航され、鉄道開業式の為にそのまま横浜に停泊した。9月19日（10月21日）に琉球王国の使節が横須賀を見学するため、「雲揚」は品川と横須賀の間を往復した。10月12日（11月12日）、「雲揚」は城ヶ島まで回航してロシア親王の来航を出迎えた。
1873年（明治6年）2月13日、各港に常備艦を配置することになり、「龍驤」と「雲揚」は長崎港に配置されることになった。4月22日、修理中の「日進」に代わって「雲揚」は横浜港へ配置変更となった。8月24日、イタリア王子来日のため、横浜港に回航された
1874年（明治7年）は佐賀の乱の鎮圧のため出動している。2月13日、「東」「雲揚」の九州回航が命令され、「雲揚」は2月14日に品川を出港した。「雲揚」は鹿島沖で砲撃を行い、脇元港で小型汽船を捕獲するとともに反徒2名を捕え、次いで江藤新平捜索にあたった。
4月18日（または4月14日）品川に帰港した。
1875年 (明治8年) 
3月5日、「清輝」の進水式に明治天皇が臨席となり、横浜港から横須賀港まで「龍驤」に乗艦した。
この時「東」「雲揚」が供奉艦として、また「大坂丸」も帯同した。
翌6日の帰途で明治天皇は灯台寮附属の「明治丸」に乗船、「龍驤」「雲揚」が前衛、「東」「大坂丸」が後衛として護衛任務に就いた。

#### 江華島事件

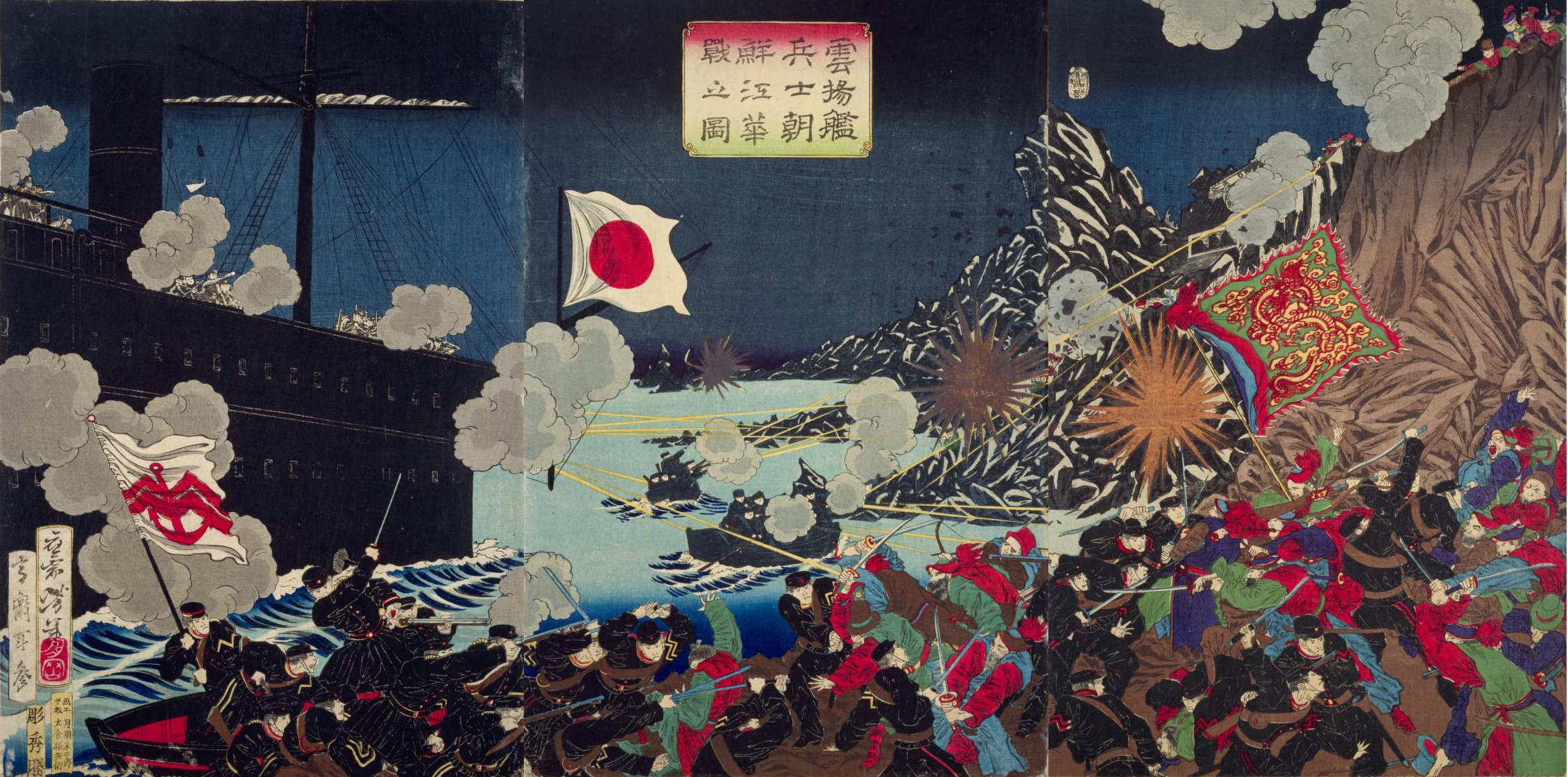
江華島での戦闘錦絵

朝鮮との修好問題で交渉にあたっていた森山茂は交渉が進展しないことから軍艦派遣を求め、それを受けて「春日」、「雲揚」、「第二丁卯」に派遣命令が出た。この時の艦長は井上良馨であった。
「雲揚」は1875年（明治8年）5月10日に品川を出港し、5月25日に釜山に到着。次いで「第二丁卯」も到着し、この示威行動は効果を上げた。6月20日から「雲揚」は朝鮮東岸で測量および示威行動を行い、6月29日に釜山に戻って、7月1日に長崎に帰還した。
次いで「朝鮮東南西岸より清国牛荘（営口）辺までの航路研究」を命じられ、9月に長崎より出航した。途中、井上は航海中に足りなくなるであろう真水の補給のため塩河河口へ向かうことにした。9月19日、「雲揚」は仁川府済物浦の月尾島沖に仮泊。9月20日、「雲揚」の短艇が攻撃を受けた。9月21日、江華島第三砲台と交戦。続いて陸戦隊を上陸させて第二砲台を焼き払った。9月22日、第一砲台を砲撃後、陸戦隊を上陸させて同砲台を焼いた。その後「雲揚」は予定を変更し、9月28日に長崎に戻った。
10月25日、品川に帰港。
10月28日、中艦隊は編成を解かれた。同日、日本周辺を東部と西部に分け、東部指揮官は中牟田倉之助少将、西部指揮官は伊東祐麿少将が任命され、「龍驤」「東」「鳳翔」「雲揚」「富士山」「摂津」「高雄丸」「大坂丸」は東部指揮官所轄となった。

#### 喪失
1876年（明治9年）に萩の乱が起こり、10月30日午後3時、「雲揚」は横浜港を出港した。10月31日午前8時に御前崎沖を通過し遠州灘を航行、午後3時前から雨が降り始め、紀伊大島に向かっていた針路を久木港（現在の三重県尾鷲市久木魚港）へ変更した。次第に風雨が強くなり、暗い中に久木港へ入港するのは難しいと判断され午後4時30分に再び進路を紀伊大島へ向けた。午後10時20分頃に見張りが山の近いことを報告し、右舷回頭のために帆を絞る命令が出された。この時横波と風圧のために回頭出来ず、次いで帆の切断と機械の後進が命令された。しかし浸水のために機関が停止、波のために端艇が破壊された。艦は風を受けて陸地ヘ吹き寄せられて海底に接触、艦長は午後10時30分に全員の陸上避難を命令した。残る端艇1隻に水泳の苦手な乗員などを載せて避難しようと準備していた時に波で端艇が落下、破壊された。艦橋も波で破壊され、その場に居た艦長などはリギンに避難した。翌11月1日、陸上に艦の遭難が知られたと思われ、午前1時頃に海岸で篝火が焚かれた。艦長は午前2時頃に大波に襲われリギンから落水、その後浜に打ち上げられた。それより前に多くの下士官や兵たちは海に飛び込み上陸していた。場所は紀州阿田和浦、士官8名と水兵など15名の計23名が死亡し、生存者は52名だった。
「雲揚」の残骸は1877年（明治10年）5月14日に売却された。また12月12日、「第一丁卯」（1875年択捉島で破壊）と「雲揚」についての臨時裁判が開かれている。

## 艦長
※『日本海軍史』第9巻・第10巻の「将官履歴」に基づく。
- 河野又十郎:明治4年12月時[55]
- 相浦紀道 少佐：明治5年1月24日[56](1872年3月3日) - 明治5年3月9日(1872年4月16日)[57]、または1872年4月14日
- 瀧野直俊 少佐: 明治5年3月9日(1872年4月16日)[57] -
- 松村安種 大尉/少佐: 明治5年3月25日(1872年5月2日)[57] - 1874年1月18日[58]
- 今井兼輔 大尉/少佐:1874年1月18日[58] - 1874年10月20日[59]
- 井上良馨 少佐：1874年10月20日[59] - 1875年10月15日
- 瀧野直俊 少佐：1875年10月17日[42] - 1877年2月28日